# Yokutowie
Yokutowie (Jokutowie, Yokuci lub Jokuci, ang. Yokuts lub ang./hiszp. Mariposa) – grupa ok. 60 (do XIX w.) plemion Indian Ameryki Północnej zamieszkujących w przeszłości dolinę rzeki San Joaquin, fragment wybrzeża Pacyfiku i podnóża gór Sierra Nevada w Kalifornii. Ich język należał do rodziny języków penutiańskich. Yokutowie odrzucali anglojęzyczną nazwę Yokuts jako obcą, nadaną im przez białych osadników, przedkładając nadaną im wcześniej przez Hiszpanów nazwę Mariposa (z hiszp. „motyl”). 
Ich liczbę w okresie przed kolonizacją szacowano różnie, zazwyczaj na 30–50 tys. W 1770 r. ich liczebność wynosiła około 18 tysięcy, w 1910 r. naliczono ich 600 (Kroeber). Do dziś przetrwało około 40 niewielkich osiedli Yokutów w Dolinie San Joaquin (np. Tachi) i na pogórzu, jednak większość współczesnych grup Yokutów nie jest uznawana przez władze federalne USA i nie ma rezerwatów.
Charakterystyczny zwyczaj Yokutów nakazywał nowo poślubionemu małżonkowi zamieszkać u żony lub teścia (zob. matrylokalność).